# Monika Ludmilová
Monika Ludmilová (* 11. Mai 1967 in Olmütz, geborene Monika Hejtmánková) ist eine ehemalige tschechische Handballspielerin, die derzeit als Trainerin tätig ist. Sie nahm an den Olympischen Spielen 1988 in Seoul teil.

## Karriere
Ludmilová spielte anfangs in ihrer Geburtsstadt Olmütz beim DHK Zora Olomouc. 1990 wechselte die Allrounderin zum deutschen Bundesligisten TV Mainzlar, für den sie bis zu ihrem Karriereende im Jahre 2005 auflief. Mit Mainzlar gewann Ludmilová 2001 den DHB-Pokal. Im Finale trug sie 27 Treffer zum 45:44-Erfolg über Bayer Leverkusen bei. Die tschechische Handballerin des Jahres 1997 wurde in den Spielzeiten 1995/96, 1996/97, 2000/01, 2002/03 und 2003/04 Torschützenkönigin der Bundesliga.
Ludmilová lief insgesamt 252-mal für die tschechoslowakische Nationalmannschaft und tschechische Nationalmannschaft auf. Sie absolvierte für die Tschechoslowakei 5 Spiele bei den Olympischen Spielen 1988, in denen sie 16 Treffer erzielte. Weiterhin nahm sie zwei Mal an Weltmeisterschaften teil.
Ludmilová sammelte schon während ihrer Spielerlaufbahn Erfahrungen als Trainerin bei der 2. Damenmannschaft sowie im Jugendbereich vom TV Mainzlar. 2005 erwarb die Tschechin die B-Lizenz und war anschließend als Co-Trainerin der 1. Damenmannschaft des TV Mainzlar tätig. Später war sie als Co-Trainerin der deutschen Juniorinnen-Nationalmannschaft tätig. 2012 übernahm sie das Traineramt der JSGwA Großen-Buseck/Beuern/Fernwald. Seit der Saison 2014/15 ist sie bei der Damenmannschaft der HSG Dutenhofen/Münchholzhausen tätig. Anfangs leitete Ludmilová das Torwarttraining des Drittligisten. Im Januar 2015 übernahm sie das Traineramt. Obwohl die Mannschaft am Saisonende 2014/15 in die Oberliga abstieg, blieb sie dem Verein treu. Nach der Saison 2015/16 beendete sie ihre Tätigkeit bei der HSG Dutenhofen/Münchholzhausen.

## Sonstiges
Ihre Nichte Kateřina Růžičková spielt ebenfalls Handball.